# Lakandonisch
Lakandonisch (Jach-t’aan, „wahre Sprache“) ist die Sprache des indigenen Volks der Lakandonen in der Selva Lacandona im mexikanischen Bundesstaat Chiapas.

## Klassifikation
Lakandonisch (SIL-Code lac) gehört zu den Maya-Sprachen und ist am nächsten verwandt mit dem Mayathan, der Maya-Sprache von Yucatán, da es sich aus der Sprache yukatekischer Maya-Flüchtlinge entwickelt hat. Es wird deshalb von manchen als eine Variante des Mayathan bezeichnet. Zwei weitere nahe verwandte Sprachen sind die Itzá-Sprache im guatemaltekischen Petén und die Mopan-Sprache in Belize.
Das Lakandonische zerfällt entsprechend den beiden Unterethnien der Lakandonen in eine nördliche und eine südliche Variante. Gegenseitige Verständigung ist möglich, jedoch wird teilweise auf die Variante der jeweils anderen Lakandonengruppe herabgeblickt.
Die bevorzugte Satzstellung ist wie im Mayathan von Yucatán Subjekt-Verb-Objekt (SVO), jedoch ist die Sprache im Gegensatz zu diesem nicht tonal.

## Verbreitung
Das Lakandonische wird derzeit noch von einem Großteil der Lakandonen in der Selva Lacandona gesprochen. Die Volkszählung von 2010 ergab nur 20 Sprecher des Lakandonischen, darunter keine Sprecher unter 20 Jahren. Diese Angaben sind aber mit Sicherheit falsch, da allein schon die Video-Aufnahmen eines Sprach-Dokumentationsprojekts mehr Personen zeigen, welche diese Sprache sprechen. SIL International gibt für das Jahr 2000 unter Berufung auf das mexikanische INALI (Instituto Nacional de Lenguas Indígenas) 560 Sprecher innerhalb einer ethnischen Bevölkerung von 1000 Lakandonen an. Bis auf die Älteren sprechen fast alle Lakandonen auch fließend Spanisch. In den Schulen wird kein Lakandonisch unterrichtet.

## Dokumentation
Im Zuge der Christianisierung der südlichen Lakandonen seit den 1940er Jahren wurde die südliche Variante des Lakandonischen dokumentiert. Ein Wörterbuch und weitere Materialien wurden seitdem erstellt. 1978 wurde eine Übersetzung des Neuen Testaments veröffentlicht.
Da die nördlichen Lakandonen nie christianisiert wurden und bis vor wenigen Jahren stets abgeschirmt von Spaniern und Mexikanern gelebt hatten, kann davon ausgegangen werden, dass ihre Sprache weitaus mehr ursprüngliche Merkmale und alte Maya-Wörter beibehalten hat als das südliche Lakandonische oder die übrigen Maya-Sprachen. Genau aus diesem Grund ist diese Sprache aber wenig dokumentiert. Deshalb gibt es am Lakandonischen von Najá ein besonderes wissenschaftliches Interesse. Seit 2002 gibt es ein Projekt der Universität Victoria (Kanada), finanziert von der VolkswagenStiftung, so viel wie möglich von der traditionellen Kultur und Sprache in Form von Videoaufnahmen zu dokumentieren.